# Ferrari FX

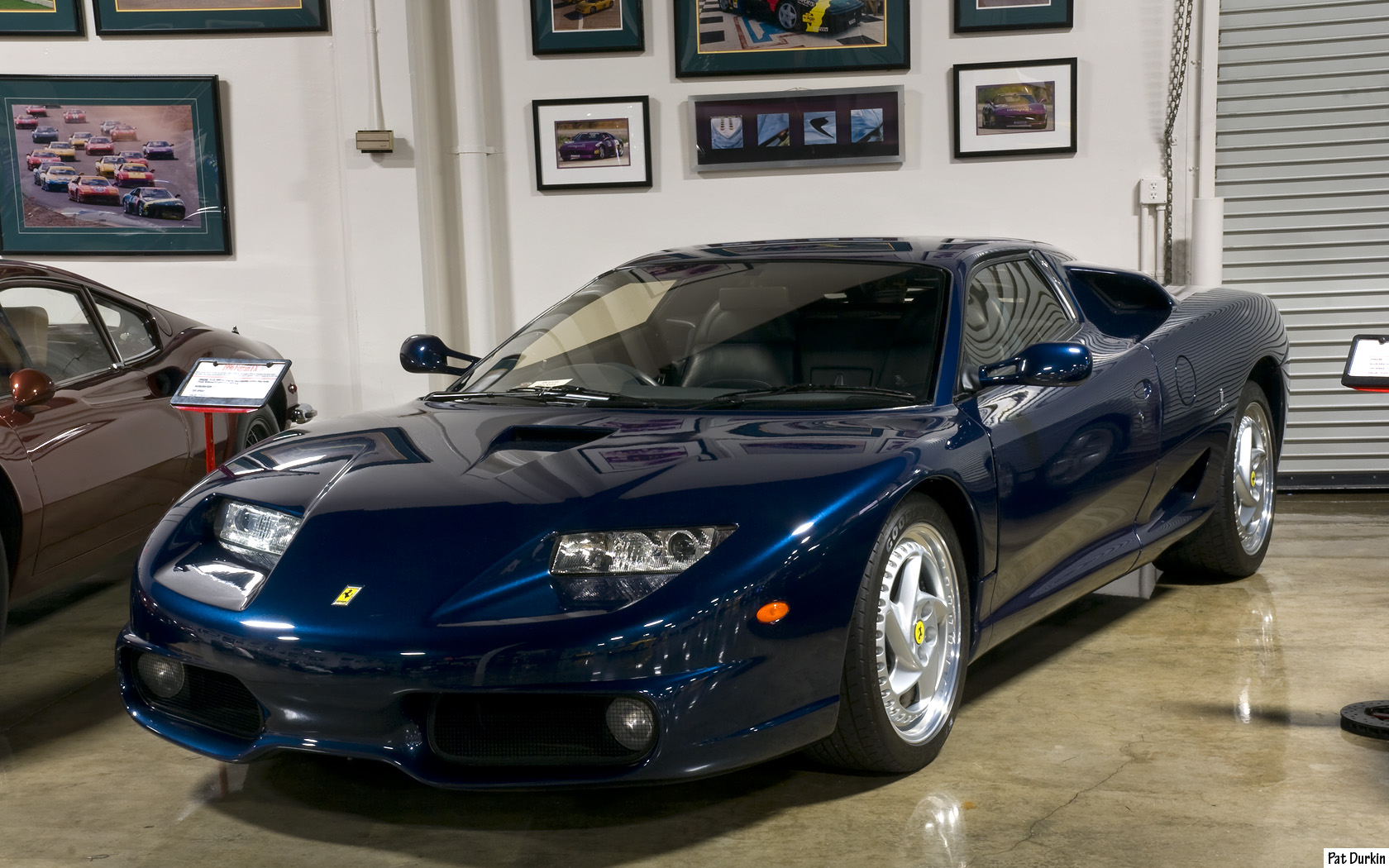
Ferrari FX de 1996 en el Museo Marconi.

El Ferrari FX es un automóvil deportivo de Ferrari que fue hecho de encargo por Pininfarina en 1995 para el Sultán de Brunéi, Hassanal Bolkiah. El FX es un automóvil equipado con el motor en V de 12 cilindros del Ferrari Testarossa y la transmisión secuencial de 7 velocidades del Williams BMW del equipo de Fórmula 1. El motor del FX tiene 4943 cc y 440 CV de potencia. Sólo se fabricaron siete de estos automóviles, seis de los cuales se entregaron a la familia real en Brunéi. Dick Marconi logró adquirir el cuarto vehículo de Williams antes de que fuese embarcado a Brunéi y se encuentra actualmente en exhibición en el Museo Marconi en Tustin (California) de Estados Unidos.